# Pycnonotus cinereifrons
Pycnonotus cinereifrons là một loài chim trong họ Pycnonotidae. Chúng là loài đặc hữu trên đảo Palawan của Philippines.